# Acraea acara
Acraea acara es una especie de lepidóptero de la familia Nymphalidae. Es originaria de  Sudáfrica, Mozambique, Zimbabue, Zambia, Zaire (Shaba), Malaui, Tanzania, y el este de Kenia.
Tiene una envergadura de alas de 55-66 mm para los machos y 60-72 mm para las hembras. Los adultos vuelan durante todo el año en los lugares calurosos, con un pico mayor de noviembre a marzo. Tienen varias generaciones por año.
Las larvas se alimentan de Passiflora edulis, Passiflora incarnata y Adenia glauca.

## Subespecies
- Acraea acara acara
- Acraea acara melanophanes Le Cerf, 1927 (Incluye Sudáfrica)